# Туркуэн-Нор

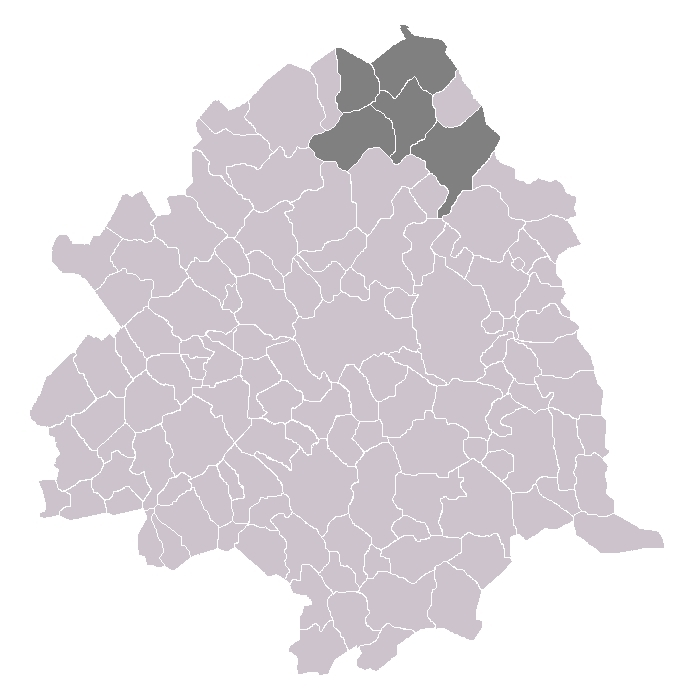
Кантон Туркуэн-Нор в составе округа

Туркуэ́н-Нор (фр. Tourcoing-Nord) — упраздненный кантон во Франции, регион Нор — Па-де-Кале, департамент Нор. Входил в состав округа Лилль.
В состав кантона входили коммуны (население по данным Национального института статистики за 2011 г.):
- Аллюен (20 620 чел.)
- Бусбек (4 700 чел.)
- Ленсель (8 181 чел.)
- Ронк (13 108 чел.)
- Туркуэн (частично) (14 856 чел.)

## Экономика
Структура занятости населения (без учета города Туркуэна):
- сельское хозяйство — 0,6 %
- промышленность — 21,4 %
- строительство — 5,2 %
- торговля, транспорт и сфера услуг — 49,7 %
- государственные и муниципальные службы — 23,1 %

Уровень безработицы (2011) - 11,5 % (Франция в целом - 12,8 %, департамент Нор - 16,3 %). 

Среднегодовой доход на 1 человека, евро (2011) - 26 509 (Франция в целом - 25 140, департамент Нор - 22 405).

## Политика
Жители кантона придерживались правых взглядов. На президентских выборах 2012 г. они отдали в 1-м туре Николя Саркози 30,9 % голосов против 24,5 % у Франсуа Олланда и 21,9 % у Марин Ле Пен, во 2-м туре в кантоне победил Саркози, получивший 56,7 % голосов (2007 г. 1 тур: Саркози - 36,7 %, Сеголен Руаяль - 21,0 %; 2 тур: Саркози - 60,1 %). На выборах в Национальное собрание в 2012 г. по 10-му избирательному округу департамента Нор жители кантона в 1-м туре отдали большинство голосов - 28,5 % - кандидидату социалистов Зине Дамани, но во 2-м туре в кантоне победил кандидат партии Союза за народное движение Жеральд Дарманен, набравший 57,9 % голосов. (2007 г. Кристиан Ваннест (СНД): 1-й тур - 47,8 %, 2-й тур - 60,3 %). На региональных выборах 2010 года в 1-м туре победил список правых, собравший 27,6 % голосов против 25,5 % голосов списка социалистов. Во 2-м туре единый «левый список» с участием социалистов, коммунистов и «зелёных» во главе с Президентом регионального совета Нор-Па-де-Кале Даниэлем Першероном получил 44,1 % голосов, «правый» список во главе с сенатором Валери Летар занял второе место с 35,5 %, а Национальный фронт Марин Ле Пен с 20,4 % финишировал третьим.
|  | Кандидат           | Партия                    | % голосов |
|  | ------------------ | ------------------------- | --------- |
|  | Мари Дероо         | Социалистическая партия   | 53,09     |
|  | Гюстав Дассонвилль | Союз за народное движение | 46,91     |

|  | Кандидат     | Партия                  | % голосов |
|  | ------------ | ----------------------- | --------- |
|  | Мари Дероо   | Социалистическая партия | 42,86     |
|  | Венсан Леду  | Правые партии           | 39,14     |
|  | Рене Деклерк | Национальный фронт      | 18,00     |